# Jean de Looz-Corswarem
Jean Joseph Benjamin de Looz Corswarem (Ocquier, 30 november 1788 - Avin, 30 maart 1843) was een Belgisch senator.

## Levensloop
Graaf Jean de Looz-Corswarem was de derde van de vijf kinderen van Louis de Looz-Corswarem (1758-1846) en Marie-Marguerite Kerens (1755-1837). Louis verkreeg adelserkenning in 1816, met de titel van graaf, overdraagbaar op al zijn nakomelingen. Hij behoorde tot de familie Looz-Corswarem, die sinds 1652 officiële adelbrieven bezat en waarvan de oudste tak de titels van prins en hertog droeg. 
Jean trouwde in 1816 met Marie-Henriette Marechal (1782-1860). Ze hadden een enige zoon, Hippolyte de Looz-Corswarem, die eveneens senator werd.
Hij doorliep een militaire carrière. Onder het Franse keizerrijk behoorde hij tot een regiment Lansiers en was achtereenvolgens onderluitenant (1806), luitenant (1808), kapitein (1810) en escadronchef (1814). Overgestapt naar het leger van het Verenigd Koninkrijk der Nederlanden werd hij majoor (1815-1822), waarna hij op non-actief werd gesteld. Na de Belgische Revolutie nam hij weer dienst en werd plaatscommandant van Luik (januari 1831), provinciecommandant van Luik (december 1831), vleugeladjudant van de koning (1832-1837), provinciecommandant van Antwerpen (1837-1842) en commandant van de Tweede Brigade van de zware cavalerie (1842-1843).
Tegelijk met zijn activiteiten in het hoofdkwartier van de koning, werd hij in juni 1835 ook verkozen tot katholiek senator voor het arrondissement Borgworm, een mandaat dat hij vervulde tot in april 1837. 